# Sphaceloma glycines
Sphaceloma glycines är en svampart som beskrevs av Kurata & Kurib. 1954. Sphaceloma glycines ingår i släktet Sphaceloma och familjen Elsinoaceae.   Inga underarter finns listade i Catalogue of Life.